# Muntiacus reevesi

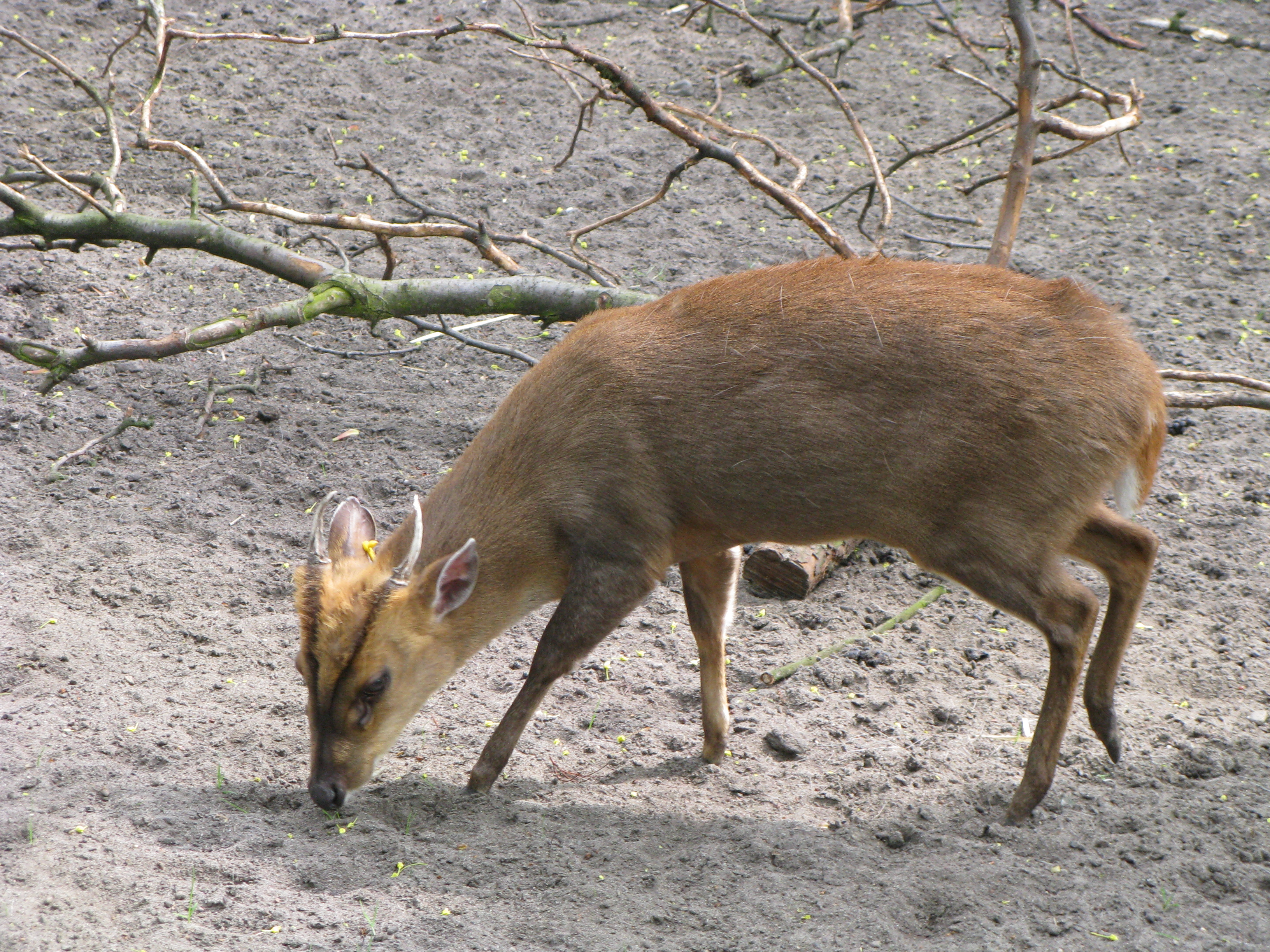
Un muntjak della Cina nel Giardino Zoo-botanico di Toruń (Polonia).

Il muntjak della Cina (Muntiacus reevesi Ogilby, 1839), noto anche come muntjak di Reeves, è una specie di muntjak molto diffusa in Cina orientale (dal Gansu allo Yunnan) e a Taiwan. È stato inoltre introdotto nei Paesi Bassi, nell'Inghilterra meridionale, nelle Midlands, nel Galles orientale e, nel 2008, in Irlanda. Si nutre di erba, germogli, radici succulente e noci, ma anche di alberelli. Deve il nome scientifico a John Reeves, il naturalista inglese nominato Assistente Ispettore del Tè per la Compagnia britannica delle Indie orientali nel 1812.

## Tassonomia
Attualmente ne vengono riconosciute tre sottospecie:
- M. r. reevesi Ogilby, 1838 (Cina continentale);
- M. r. jiangkouensis Gu e Zu, 1998 (Guizhou);
- M. r. micrurus Sclater, 1875 (Taiwan).

## Descrizione
Il muntjak della Cina misura 50 cm di altezza al garrese, 95 cm di lunghezza e pesa 10–18 kg; si caratterizza per la presenza di strisce scure sulla faccia. I maschi sono muniti di brevi palchi, lunghi al massimo 10 cm e impiegati nei combattimenti per far perdere l'equilibrio ai rivali, sì da poterli colpire con i canini di 5 cm. La sottospecie taiwanese (M. r. micrurus), nota comunemente come muntjak di Formosa, presenta un mantello più scuro delle altre due sottospecie.
In lingua inglese questa specie, così come tutti gli altri muntjak, è chiamata Barking Deer, «cervo latrante», per i suoi richiami simili al latrato di un cane.

## Distribuzione e habitat
Il muntjak della Cina è molto diffuso in tutta la Cina centrale e meridionale, nonché a Taiwan. In Cina, si incontra dalle regioni costiere del sud fino al Jiangsu, all'Anhui, all'Henan, allo Shaanxi e al Gansu. Inoltre, è presente anche nelle regioni orientali e centrali del Sichuan, nel Guizhou, nello Yunnan, nel Guangxi, nel Guangdong, nel Fujian, nello Zhejiang, nel Jiangxi, nell'Hunan e nell'Hubei. È stato introdotto in Francia, dove non è riuscito a stabilirsi, e in Inghilterra dove invece si è naturalizzato, colonizzando perfino aree urbane come quella di Wembley a Londra. Predilige le foreste e le boscaglie delle regioni collinari.

## Biologia
È un animale prevalentemente solitario, ma talvolta può essere visto in coppia o in piccoli gruppi familiari. I territori, che misurano circa 100 ettari di estensione, si sovrappongono considerevolmente e non variano per ampiezza a seconda del sesso. Le femmine divengono sessualmente mature entro il primo anno di vita. Come per altri muntjak, sembra che non esista una vera e propria stagione degli amori. La gestazione dura 209-220 giorni. A Taiwan, quasi tutti i maschi sviluppano nuovi palchi in estate (soprattutto a giugno e luglio), sebbene esemplari muniti di palchi ricoperti di velluto vengano avvistati durante tutto l'anno. Il muntjak della Cina ha abitudini prevalentemente crepuscolari ed è più attivo durante le due ore dopo l'alba e prima del tramonto.